# Демографија Брчко Дистрикта

## Попис становништва 2013. године
Према званичним резултатима пописа из 2013. године, у Брчко Дистрикту живе:
- Бошњаци (43,4%)
- Срби (34,6%)
- Хрвати (20,7%)
- остали (2,3%)

- Етнички састав Брчко Дистрикта по насељима 2013. године
- Етнички састав Брчког по насељима 2013. године
- Етнички састав Брчког по насељима 2013. године
- Удео Бошњака у Брчком по насељима 2013. године
- Удео Срба у Брчком по насељима 2013. године
- Удео Хрвата у Брчком по насељима 2013. године

## Историјска демографија

### Етничке карте
∗ Попис становништва 1961. године
- Етнички састав Брчког по насељима 1961. године.
- Етнички састав Брчког по насељима 1961. године.
- Удео Хрвата у Брчком по насељима 1961. године.
- Удео Срба у Брчком по насељима 1961. године.
- Удео Муслимана у Брчком по насељима 1961. године.

∗ Попис становништва 1971. године
- Етнички састав Брчког по насељима 1971. године.
- Етнички састав Брчког по насељима 1971. године.
- Удео Муслимана у Брчком по насељима 1971. године.
- Удео Хрвата у Брчком по насељима 1961. године.
- Удео Срба у Брчком по насељима 1971. године.

∗ Попис становништва 1981. године
- Етнички састав Брчког по насељима 1981. године.
- Етнички састав Брчког по насељима 1981. године.
- Удео Муслимана у Брчком по насељима 1981. године.
- Удео Хрвата у Брчком по насељима 1981. године.
- Удео Срба у Брчком по насељима 1981. године.

∗ Попис становништва 1991. године
- Етнички састав Брчког по насељима 1991. године.
- Етнички састав Брчког по насељима 1991. године.
- Удео Муслимана у Брчком по насељима 1991. године.
- Удео Хрвата у Брчком по насељима 1991. године.
- Удео Срба у Брчком по насељима 1991. године.
- Етнички састав општине Брчко из 1991. године.

∗ Послератно стање
- Етнички састав послератне општине Брчко из 1996. године